# A HBR
a HBR ou a Haber (de son nom complet Aktüel Haber, en français : « Nouvelles actuelles ») est une chaîne de télévision turque fondée en 2011. Elle appartient au groupe de médias Turkuvaz. 
Consacrée à l'information, elle diffuse du contenu dans de nombreux domaines, comme la politique, l'économie, le sport, la culture ou l'art. La ligne éditoriale de la chaîne est orientée à droite, conservatrice. 

## Histoire
La chaîne a HBR est imaginée dès la fin 2010 et fondée en 2011 par le groupe de médias Turkuvaz, propriété d'un homme d'affaires de Malatya, Ahmet Çalık. Elle commence à émettre le 25 avril 2011. 
a HBR est liée à la chaîne Atv, considérée comme une « chaîne-soeur », qui utilise la même fréquence. Son siège social est implanté à Beşiktaş, un district d'Istanbul. En 2013, le groupe de médias est racheté par un autre entrepreneur, Orhan Cemal Kalyoncu,. 
Elle devient l'une des chaînes d'information les plus regardées en Turquie. C'est la première chaîne à émettre en haute définition.

## Ligne éditoriale
La chaîne diffuse principalement des programmes d'information à l'échelle nationale, ainsi que des émissions de débats. Elle émet aussi à l'international, hors de Turquie. Selon le groupe Turkuvaz, elle possède des bureaux et des journalistes dans les Balkans, au Royaume-Uni, en Russie et aux États-Unis.
Politiquement, elle est décrite comme de droite conservatrice. Selon Son Haberler, même en s'adressant à des personnes marquées politiquement, elle est « connue de tous, même de ceux qui ont les opinions les plus opposées » et ses programmes suscitent régulièrement des controverses.